# شرارت (فیلم ۲۰۰۲)
شرارت (به هندی: Shararat) فیلمی است محصول سال ۲۰۰۲ و به کارگردانی گرودو بهالا است. در این فیلم بازیگرانی همچون آبیشک باچان، هیریشتا بهات، آمریش پوری، هلن، ای. کی. هانگال، دارا سینگ، دیزی ایرانی، موهنیش باهل، اشیش ویدیارتی، اوم پوری، آنجان سیرواستاو، راجندرانات زوتشی ایفای نقش کرده‌اند.